# ألان بيتس
ألان بيتس (بالإنجليزية: Alan Bates)‏ هو لاعب دوري الرغبي بريطاني، ولد في 1944 في Dewsbury ‏ في المملكة المتحدة.